# Lợn hươu Buru
Lợn hươu Buru (danh pháp khoa học: Babyrousa babyrussa), là một động vật giống như lợn, có nguồn gốc ở Celebes và các đảo xung quanh của Indonesia. Là thành viên duy nhất trong chi của nó (chi Babyrousa), nó thông thường được phân loại trong họ Lợn (Suidae).
Khu vực sinh sống của nó là các bụi cây rậm trong rừng rậm nhiệt đới và các bụi lau sậy cũng như bên bờ các dòng sông và hồ nước. Chúng có ít hoặc không lông, lớp da lốm đốm màu nâu và xám, tạo điều kiện thuận lợi cho sự ngụy trang của chúng.
Lợn hươu Buru được biết đến nhờ hai cặp răng nanh của chúng: cả hai cặp răng nanh trên và dưới đều khá lớn, cong ngược và uốn về phía sau rồi sau đó uốn ngược trở lại phía trước; trên thực tế, cặp răng nanh trên của lợn đực là cong và lớn đến mức chúng nổi rõ qua lớp thịt, xuyên ra ngoài qua các lỗ để vượt qua phần đỉnh của mõm.
Sau thời gian mang thai khoảng 125 đến 150 ngày, con cái thường đẻ hai con .
Loài này hiện đang ở trong danh sách các loài đang gặp nguy hiểm.

## Hình ảnh nổi
Các hình dưới đây có thể xem bằng kính màu 3 chiều để có ấn tượng 3 chiều về vật thể.

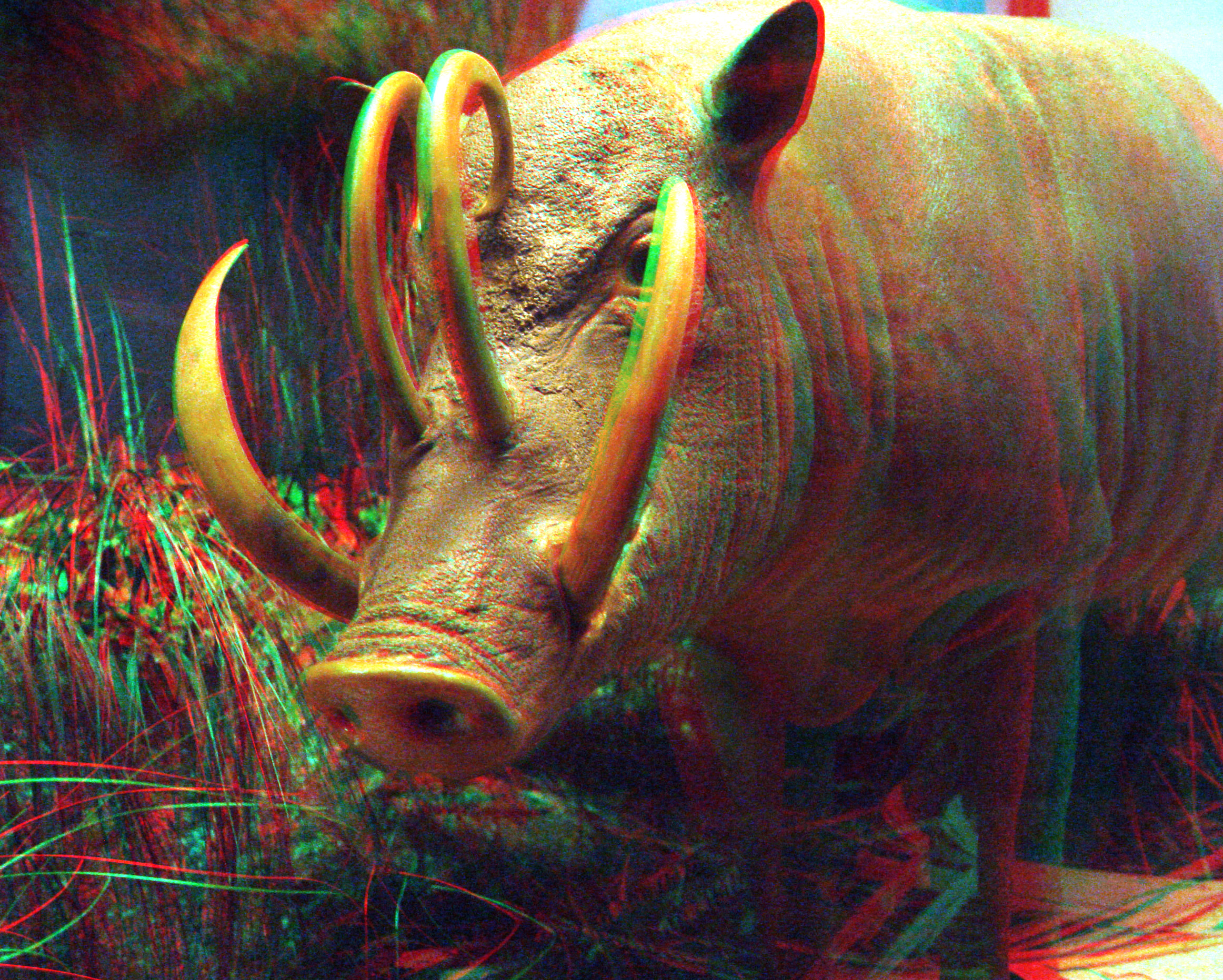
Lợn hươu Buru 4 răng nanh kỳ dị ở khu vực Indonesia.
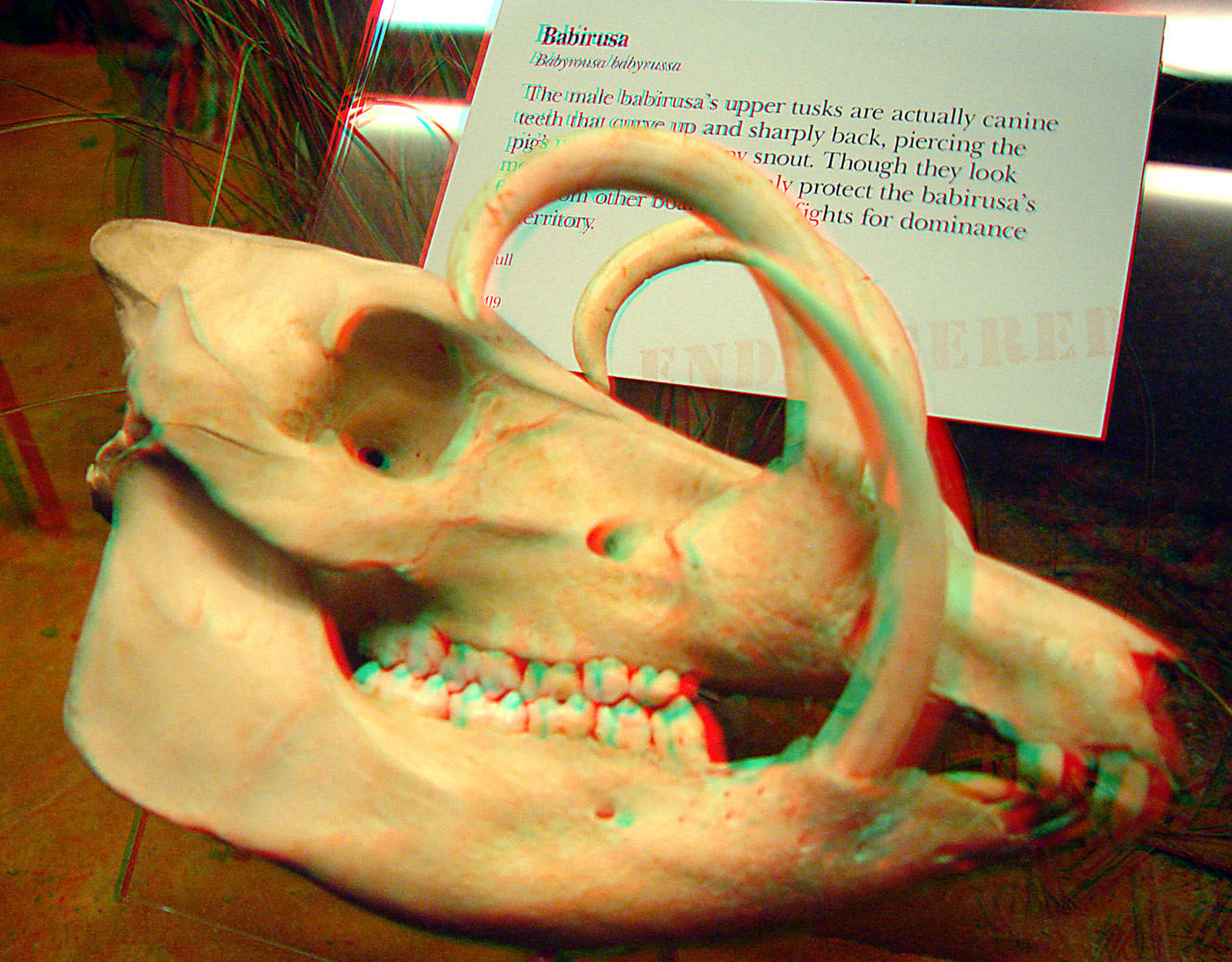
Sọ lợn hươu Buru trưng bày ở viện bảo tàng Field.